# Sarasaeschna
Genre
Sarasaeschna est un genre de libellules de la famille des Æshnidae (sous-ordre des anisoptères).

## Liste d'espèces
Selon BioLib (3 octobre 2020) :
- Sarasaeschna chiangchinlii Chen & Yeh, 2014
- Sarasaeschna decorata (Lieftinck, 1968)
- Sarasaeschna khasiana Lieftinck 1968
- Sarasaeschna kunigamiensis Ishida, 1972
- Sarasaeschna lieni (Yeh & Chen, 2000)
- Sarasaeschna martini (Laidlaw, 1921)
- Sarasaeschna minuta (Asahina 1986)
- Sarasaeschna niisatoi (Karube, 1998)
- Sarasaeschna pramoti (Yeh, 2000)
- Sarasaeschna pryeri (Martin, 1909)
- Sarasaeschna pyanan (Asahina, 1951)
- Sarasaeschna sabre (Wilson & Reels, 2001)
- Sarasaeschna speciosa (Karube, 1998)
- Sarasaeschna tsaopiensis Yeh & Chen, 2000
- Sarasaeschna zhuae Xu, 2008